# Sevvostlag
| Jaar | Aantal¹   | Jaar | Aantal  |
| --- | --------- | ---- | ------- |
| 1932 | ¹011.100¹ | 1943 | 099.843 |
| 1934 | 029.659   | 1944 | 076.388 |
| 1935 | 036.313   | 1945 | 087.335 |
| 1936 | 048.740   | 1946 | 069.389 |
| 1937 | 070.414   | 1947 | 079.613 |
| 1938 | 090.741   | 1948 | 106.893 |
| 1939 | 138.170   | 1949 | 108.685 |
| 1940 | ¹190.309¹ | 1950 | 131.773 |
| 1941 | ²179.041² | 1951 | 157.001 |
| 1942 | 147.976   | 1952 | 170.557 |
| ¹ Cijfers op 1 januari van de betreffende jaren; - tot 1 juli 1940 gelijk aan totaal Dalstroj - aantal van 1932 uit december - aantal van 1940 van 1 juli ² In 1941 werd op 1 juli een extra telling gehouden: het aantal bedroeg 166.445. |           |      |         |

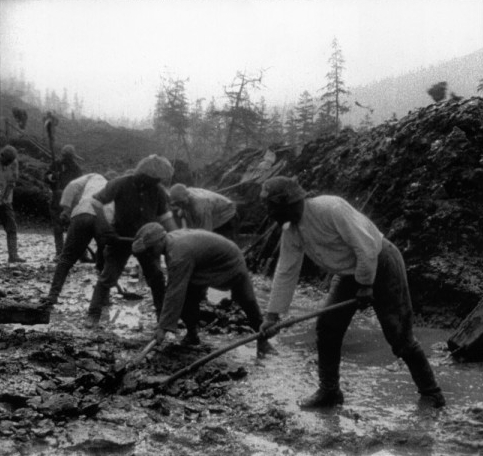
Gevangenen aan het werk aan de Kolymatrakt ("bottenweg" of "weg des doods") in 1938

De Sevvostlag (Russisch: Севвостлаг), ook wel SVITL (СВИТЛ) genoemd, was het belangrijkste hervormingswerkkamp (ITL) van de Dalstroj, een Sovjetstaatsonderneming voor Siberië. Het kampsysteem bestond van 1 april 1932 tot mei 1952 en omvatte op haar hoogtepunt ongeveer 190.000 personen.
De volledige naam, waarvan de naam Sevvostlag werd afgeleid, was Sevoro-vostotsjny isnravitelno-troedovoj lager (Russisch: Северо-восточный исправительно-трудовой лагерь), wat kan worden vertaald als Noordoostelijk hervormingswerkkamp. Een andere iets langere benaming is OeSVITL, waarbij de 'oe' staat voor 'Oepravlenieje' ("bestuur (van)").
De gevangenen werden ingezet bij alle werkzaamheden van de Dalstroj, waarvan de belangrijkste de goudwinning en de aanleg van wegen waren, waaronder ook de beruchte Kolymatrakt.

## Organisatie en bestuur
De Sevvostlag werd opgezet in april 1932 voor het leveren van werkkrachten voor de kampen van de Dalstrojtrust aan de rivier de Kolyma. De Sevvostlag was organisatorisch gezien een onderdeel van de Dalstroj en bestuurlijk gezien stond het onder de Raad voor Arbeid en Defensie van de Raad van Volkscommissarissen (Sovnarkom). Oorspronkelijk was het formeel gezien ondergeschikt aan de OGPOe, later aan het NKVD-directoraat voor de kraj Verre Oosten. Op 4 maart 1938 werd de Sevvostlag direct ondergeschikt aan de Goelag van de NKVD. In 1942 kwam het wederom onder de Dalstroj te staan. In 1949 werd de Sevvostlag hernoemd naar het Directoraat van de Hervormingswerkkampen van de Dalstroj (Управление исправительно-трудовых лагерей Дальстроя) en werden onderdelen van het Directoraat onder het directe bestuur van de Dalstroj geplaatst. Dit proces werd afgerond in mei 1952. In 1953, na de dood van Jozef Stalin werd het kampensysteem bij de hervorming van het Sovjetstrafsysteem weer onder de Goelag geplaatst en iets later hervormd naar het Directoraat van de Hervormingswerkkampen van het Verre Oosten (Russisch: Управление Северо-восточных исправительно-трудовых лагерей), ook wel OeSVITL genoemd.
Het bestuur bevond zich aanvankelijk in de nederzetting Srednekan (nu Oest-Srednekan), maar werd in 1937 verplaatst naar de Nagajevabaai en uiteindelijk naar Magadan, de stad aan deze baai.
De Sevvostlag vormde lange tijd het enige bestuur van alle zaken die te maken hadden met dwangarbeid in het gebied onder jurisdictie van de Dalstroj. De vele werkkampen werden normaliter aangeduid als kamponderdelen (Russisch: лагерные подразделения), die verbonden (maar niet ondergeschikt) waren aan de erbij behorende productie-eenheden. Tot 1949 stonden slechts een klein aantal werkkampen in de uithoeken van de Kolyma niet onder het bestuur van de Sevvostlag (wel van de Dalstroj), of werden van de Sevvostlag afgesplitst, dan wel eraan toegevoegd op verschillende plaatsen in de tijd.

## Leiders
De eerste bestuurder was Rodion Vaskov, een vriend van Berzin. Hij was vooral berucht vanwege de stenen gevangenis in Magadan, die ook wel het "Huis van Vaskov" werd genoemd. Zijn regime was echter nog betrekkelijk mild te noemen vergeleken met het kampsysteem dat vanaf 1937 over de Sevvostlag zou gaan heersen. Een van de meest gevreesde leiders was de Wit-Rus Garanin, die volgens sommige bronnen soms hele groepen gevangenen liet executeren wanneer ze hun dagelijkse werkquotum niet haalden. Eind 1937 veranderde de Dalstroj onder leiding van Berzin dramatisch: er kwam een nieuwe NKVD-trojka (trojka was de benaming voor de zuiveringscommissies) om de situatie te veranderen. Berzin werd teruggestuurd en vervolgens veroordeeld en geëxecuteerd voor spionage. Vervolgens werd de "spionage" in de kampen aangepakt. Allereerst werden de gevallen van ruim 10.000 gevangenen onderzocht op beschuldigingen van spionage; 3220 kregen de doodstraf (categorie 1), 4000 kregen 10 jaar extra gevangenisstraf (categorie 2). De rest werd door het afbreken van de trojka niet behandeld. Vanaf eind 1937 en gedurende heel 1938 werden ook zwaardere maatregelen ingesteld voor de gevangenen, zoals minder eten en langere werktijden. Door de zware omstandigheden stierven alleen al in 1938 10.251 mensen. Volgens veel bronnen was Garanin persoonlijk betrokken bij willekeurige executies op verdenking van spionage. Zijn leiding werd door de gevangenen ook wel de Garaninsjina genoemd. Of dit correct is wordt betwijfeld. Door sommige wetenschappers wordt het waarschijnlijker geacht dat hijzelf niet betrokken was bij persoonlijke executies, maar deze liet uitvoeren van hogerhand, door Dalstroj-directeur Karp Pavlov en zijn medestanders uit Moskou.

### Lijst van leiders[4]
| Naam            | Russisch         | Functie                       | Periode                 | Bijzonderheden                               |
| --------------- | ---------------- | ----------------------------- | ----------------------- | -------------------------------------------- |
| Rodion Vaskov   | Родион Васьков   | commandant                    | 03-09-1932 - 28-09-1934 | onduidelijk of hij de zuiveringen overleefde |
| Ivan Filippov   | Иван Филиппов    | kapitein van staatsveiligheid | 28-09-1934 - 21-12-1937 | geëxecuteerd in 1938                         |
| Stepan Garanin  | Степан Гаранин   | kolonel van staatsveiligheid  | 21-12-1937 - 27-09-1938 | gestorven in gevangenschap in 1950           |
| A. Visjnevetski | А.А. Вишневецкий | kapitein van staatsveiligheid | 16-02-1940 - 19-02-1941 |                                              |
| Jevekl Drabkin  | Евекль Драбкин   | kolonel van staatsveiligheid  | 19-02-1941 - 13-03-1945 |                                              |
| N. Titov        | Н.Ф. Титов       | majoor-generaal               | 13-03-1945 - 27-07-1948 |                                              |
| A. Derevjanko   | А.А. Деревянко   | majoor-generaal               | 27-07-1948 - 3-05-1951  |                                              |

## Japanse gevangenen
| Jaar                    | Aantal |
| ----------------------- | ------ |
| 1946                    | 3.989  |
| 1947                    | 3.936  |
| 1948                    | 3.469  |
| 1949                    | 3.479  |
| Aantallen op 1 januari. |        |

Aan het einde van de Tweede Wereldoorlog kwamen door Operatie Augustusstorm ook ongeveer 4000 Japanse krijgsgevangenen naar de Sevvostlag (van tevoren waren 5000 verwacht). In oktober 1945 waren 3.998 van hen gearriveerd in de Nagajevabaai en werd door Dalstroj-directeur Nikisjov op 31 oktober het bevel uitgevaardigd tot het opzetten van een aparte kampdivisie voor krijgsgevangenen. Er werden 3 hervormingswerkkampen opgezet; nr. 1 onder het bevel van de MSK (Bouwbestuur van Magadan); nr. 2 onder het bestuur van de OeNTP (Bestuur van de handelshaven Nagajeva) en nr. 3 onder het bestuur van de wegen (OeSjSDOR). Op 15 november 1945, toen geen nieuwe ladingen Japanse krijgsgevangenen meer werden verwacht, werd de divisie voor krijgsgevangenen omgezet naar de divisie voor Japanse krijgsgevangenen (nr. 855-d). De kampbeveiliging van kampen nr. 1 en 2 werd vanaf 6 december onder het bevel van het 22e Kolyma-regiment van de binnenlandse troepen van de NKVD geplaatst en die van kamp nr. 3 onder het bevel van de militaire beveiligingstroepen van Magadan (VOChR). Al op 6 december werd de eerste reorganisatie doorgevoerd, waarbij kamp 2 werd opgeheven. Op 10 december werden nieuwe kampen opgericht, waar Japanse gevangenen werden tewerkgesteld. De Japanse gevangenen kregen kleine vergoedingen betaald voor het werk dat zij deden en indien de productie steeg, werd ook meer eten versterkt. Op 28 september 1945 werd voor de voedselrantsoenen van de Japanse krijgsgevangen door de nationale commissaris voor binnenlandse zaken van de Sovjet-Unie en de bestuurlijke bevelhebber van het Rode Leger de "verplegingsnorm" ingesteld. De dagelijkse rantsoenen voor onder-officieren en officieren werden hierbij vastgesteld op (onder andere) 300 gram brood, 300 gram rijst, 100 gram verschillende grutten, 600 gram verse of gezouten groente en 3 gram thee. Op 15 november 1946 werden de standaarden voor Japanse krijgsgevangenen aangepast met als doel hun arbeidsproductiviteit te verhogen. Voortaan werd een standaard aangehouden en werd onderscheid gemaakt naar productiviteit:
- gevangenen die tot 80% van de standaard haalden, kregen: 250 gram brood, 350 gram rijst en grutten en 600 gram aardappelen en groenten;
- gevangenen die 80% tot 100% haalden en mensen die binnen werkten, kregen: 300 gram brood, 450 gram rijst en grutten en 700 gram aardappelen en groenten;
- gevangenen die 101% tot 125% haalden, kregen: 350 gram brood, 500 gram rijst en grutten en 800 gram aardappelen en groenten;
- gevangenen die meer dan 125% haalden, kregen: 450 gram brood, 550 gram rijst en grutten en 1000 gram aardappelen en groenten.

Voor gewone Japanse soldaten werden voor bepaalde etenswaren hogere rantsoenen ingesteld om de Japanse soldaten te laten zien dat het Sovjetsysteem het "goed voor had" met de lagere klassen. Dit, in combinatie met anti-fascistische propaganda, moest de gewone Japanse soldaat overtuigen van de "geest van vriendschap en sympathie" van de Sovjet-Unie. In de praktijk waren er echter voedseltekorten met betrekking tot aardappelen en groenten die hun weerslag hadden op de voedselrantsoenen van de krijgsgevangenen. Zo kregen officieren op een bepaald moment slechts 400 gram aardappelen en 200 gram groenten (tegen respectievelijk 500 en 300 gram voor de gewone Japanse soldaten).
Het aantal gevangenen daalde over de jaren door ontberingen en ongelukken. Het grootste ongeluk vond plaats op 19 december 1947, toen door onbekende oorzaak twee stoomschepen, volgeladen met explosief materiaal, de General Vatoetin en de Vyborg, de lucht ingingen. Hierbij vielen 90 doden en 535 gewonden, onder wie ook veel Japanners (2 doden en 51 gewonden) en werd een enorme ravage aangericht, waarvan de kosten destijds op 116 miljoen roebel werden geschat. In 1949 waren er nog 3.479 Japanse gevangenen in de Sevvostlag, van wie 303 in kamp nr. 1, 622 in kamp nr. 2 en 554 in kamp nr. 3. In augustus 1949 werd besloten tot het overdragen van de overgebleven Japanse gevangenen aan de Japanse autoriteiten. Een aantal veroordeelden moesten echter eerst nog hun gevangenisstraf uitzitten.

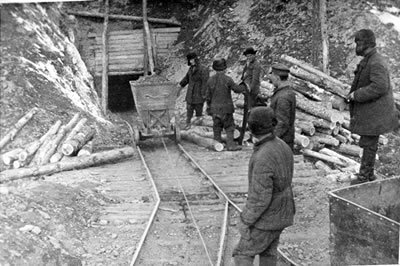
Gevangenen bij een goudmijn bij de Kolyma
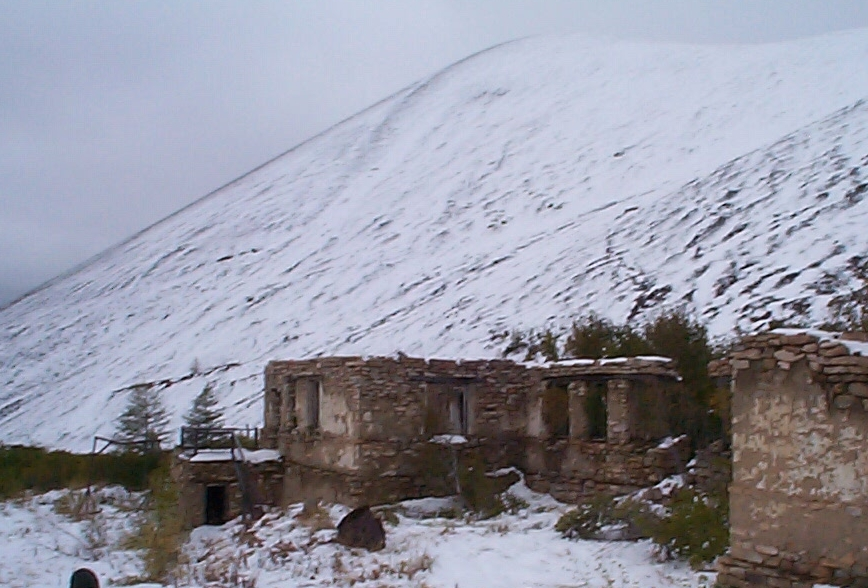
Voormalige bestuursgebouwen van een werkkamp bij de Boetoegytsjag-tinmijn

## Bekende gevangenen van de Sevvostlag
- auteur Osip Mandelstam
- zanger Vadim Kozin